# Sopa (Diamantina)
Sopa é um distrito do município brasileiro de Diamantina, no interior do estado de Minas Gerais. Segundo o censo demográfico de 2022, realizado pelo Instituto Brasileiro de Geografia e Estatística (IBGE), sua população era de 645 habitantes e havia 209 domicílios particulares permanentes ocupados. Possui área de 144,84 km² conforme a Fundação João Pinheiro (FJP).
De acordo com o IBGE, em 2010 a população era de 540 habitantes e havia 277 domicílios particulares.
Foi criado pela lei estadual nº 2.764 de 30 de dezembro de 1962 e está localizado a cerca de 25 km do distrito-sede.

## Igreja de Santa Rita de Cássia
A principal atração turística do município é a Igreja de Santa Rita de Cássia, que foi construída na década de 1810 e tombada como patrimônio cultural municipal e patrimônio de relevância histórica do estado de Minas Gerais desde 2011.
Restaurada completamente em 2015, no dia 4 de outubro de 2019, a igreja foi destruída por um incêndio que consumiu toda a sua estrutura interna, sobrando apenas as paredes laterais. Depois desse desastre foi novamente restaurada e reinaugurada em 21 de maio de 2023.

## Imagens

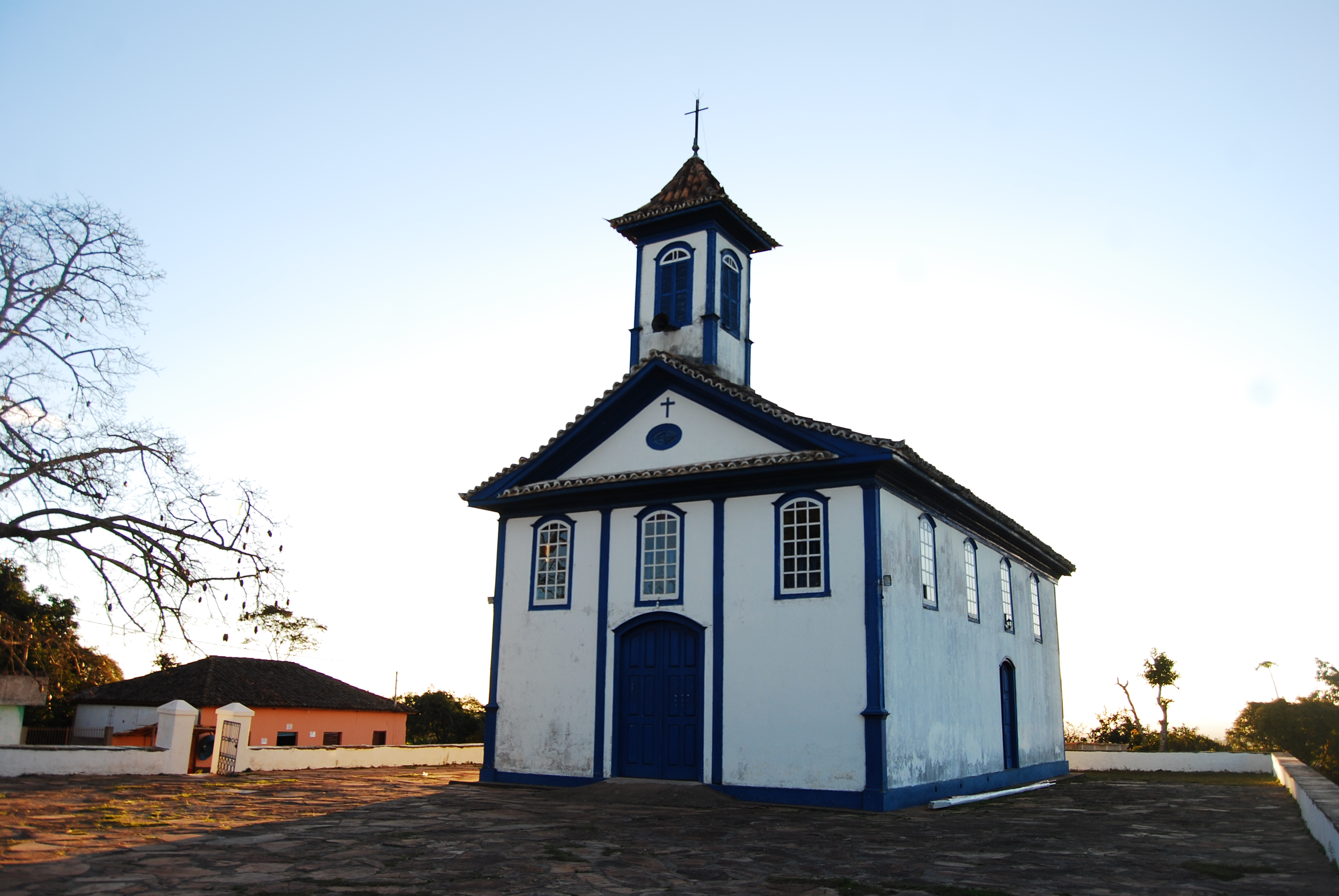
Igreja de Santa Rita de Cássia em 2015
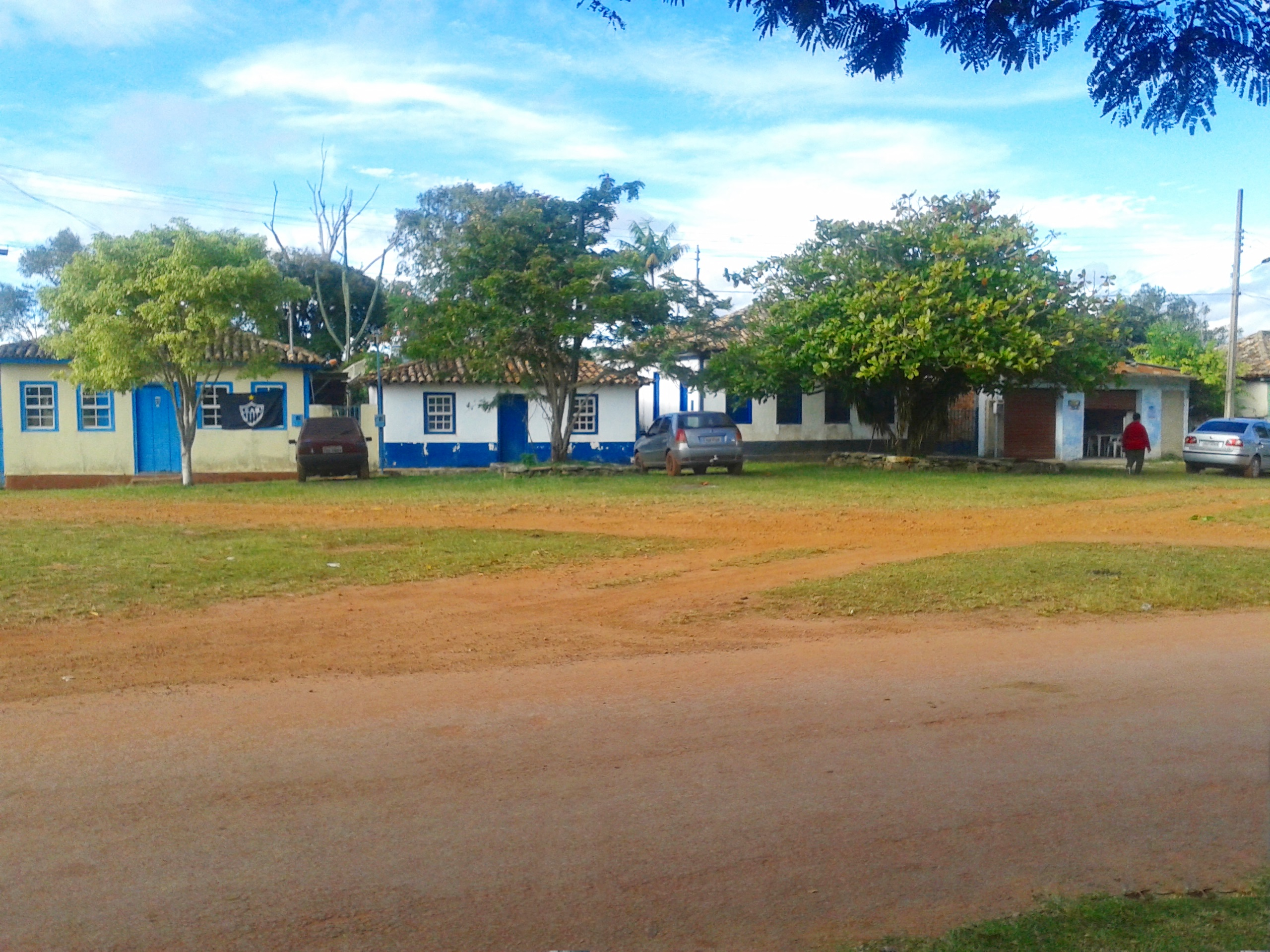
Casas em Sopa
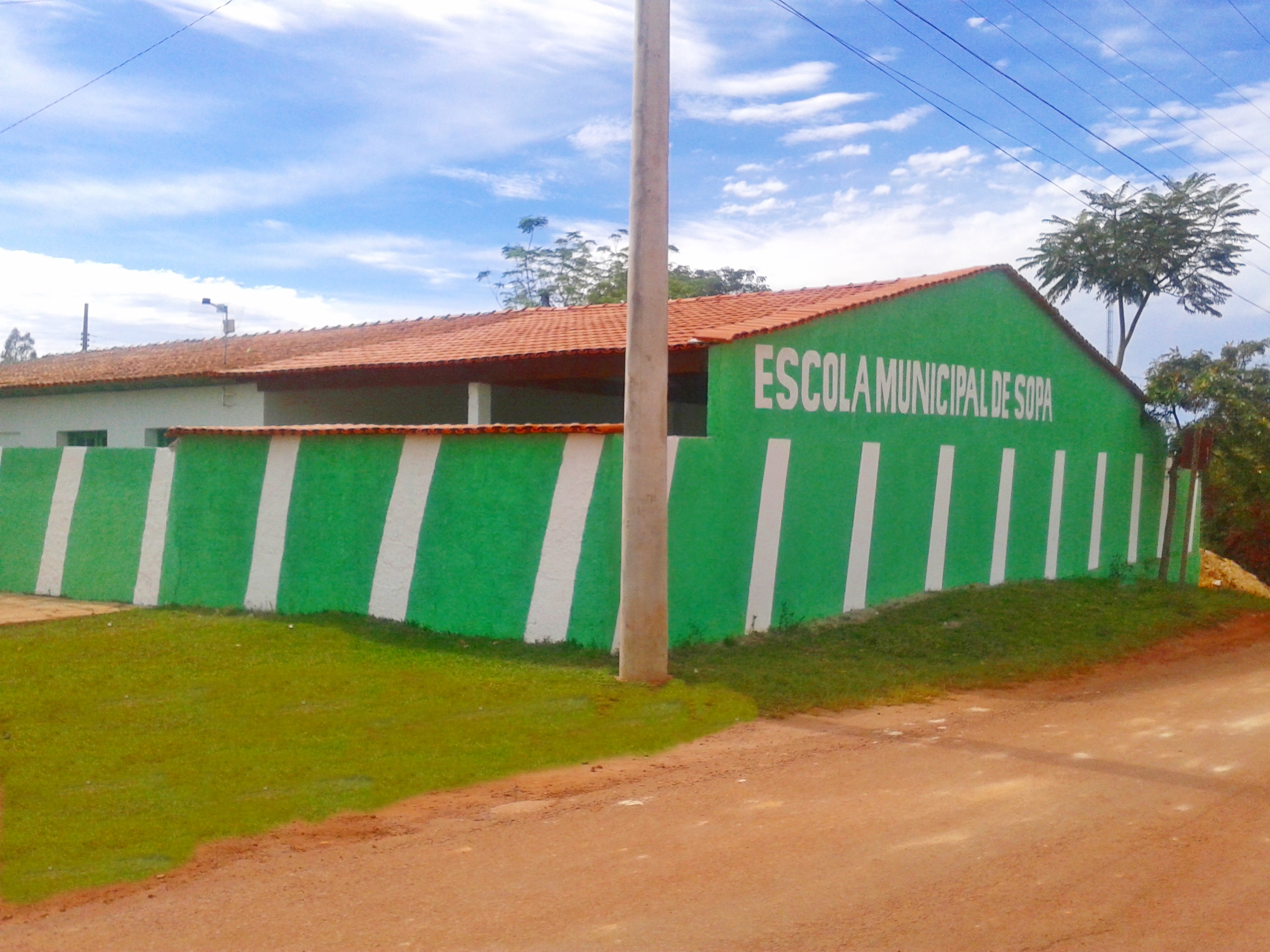
Escola Municipal de Sopa